# Aquatis
Aquatis Aquarium-Vivarium Lausanne est un aquarium et vivarium situé à Lausanne dans le canton de Vaud en Suisse. Il a ouvert ses portes le 21 octobre 2017. Le parcours de visite est un voyage au fil de l'eau douce et présente des écosystèmes variés, à travers les continents. Des animaux terrestres (reptiles, amphibiens) y sont aussi présentés. Actuellement, plus d'une centaine d'espèces animales y sont exposés. De plus, de nombreuses espèces de plantes sont visibles dans la serre amazonienne situé sur le parcours de visite. Aquatis s'est également engagé pour divers programmes de conservation des espèces. Une rubrique "Conservation" est présente sur leur site web.

## Le complexe
Le complexe de 74 000 m2 comporte également un hôtel, un restaurant, un parc relais, une clinique et des commerces. Le complexe est situé en périphérie de la ville de Lausanne, à proximité de la sortie Lausanne-Vennes de l'autoroute A9 et de la station Vennes de la ligne M2 du métro. 
Ce bâtiment intègre un parc relais avec 1 200 places sur trois étages. Les bâtiments sont construits sur le toit du parc de stationnement.
Le second bâtiment du complexe comporte un hôtel trois étoiles avec 130 chambres, des salles de séminaire, des cabinets médicaux et un service des urgences. Selon le promoteur, le complexe répond aux besoins fondamentaux de la vie en ville qui sont « de se nourrir, se reposer, se soigner, se déplacer, se cultiver et se rencontrer ».

## Espèces et écosystèmes
L'aquarium public est un musée vivant sur le thème de l'eau douce, de l'environnement et du développement durable. Il présente plus d'une centaine d'espèces, en grande partie des poissons d'eau douce, mais aussi reptiles et amphibiens (grenouilles, tortues, serpents, crocodiles et varans). Quelques mammifères et oiseaux y sont aussi présentés. Quelques écosystèmes mis en avant sont les rivières des Alpes, la Méditerranée, les grands lacs africains, les fleuves asiatiques, la Grande barrière de corail et l'Amazonie. En Amazonie, de nombreuses espèces de plantes tropicales y sont exposés. 

## Histoire
Le 22 décembre 2005, le projet Aquaécopôle remporte le premier prix d'un concours d'architecture en raison de son originalité,.
La construction du parc relais attenant à la station Vennes de la ligne M2 du métro de Lausanne débute en octobre 2008 et il est inauguré le 17 septembre 2010.
À la suite de l'opposition d'un riverain, la construction de l'aquarium et de l'hôtel est retardée. L'opposition est déboutée en mars 2011. Le feu vert est donné fin mars 2011 mais les travaux prennent du retard à la suite des oppositions qui sont allées jusque devant le Tribunal fédéral. Le 15 avril 2013, la première pierre d'une construction prévue pour une durée de plus de deux ans est posée.
Début 2013 le projet est renommé Aquatis, alors qu'est posée la première pierre de l'aquarium public.